# Большая книга разрядов
Большая книга разрядов (араб. كتاب الطبقات الكبير‎, рус. Китаб ат-Табакат аль-Кубра) — труд умершего в 230 году после хиджры (ок. 850 г. н.э.) Ибн Са’да по тематике «тараджим ар-риджаль» (т.е. биографический словарь, книги подобного рода называют «Кутуб ат-Табакат») и являющаяся первой работой подобного рода, предшествующая даже «Китаб ат-Тарих валь-Магази» авторства аль-Вакыди. В отличие от других работ подобного жанра (например, «Малая книга разрядов» (араб. كتاب الطبقات الصغير‎, рус. Китаб ат-Табакат ас-Сагир), тоже являющаяся трудом Ибн Са’да, и «Табакат» Халифы ибн Хайата аль-Усфури), содержащих в себе списки имён, короткие генеалогические древа, даты рождения и/или смерти и, вероятно, различные сомнительные детали, Китаб ат-Табакат аль-Кубра имеет в себе полные биографии, отсортированные по числу различных критериев. Будучи самой ранней книгой этого жанра из дошедших до современности, Китаб-ат-Табакат аль-Кубра тем не менее не получила того же внимания, какое, например, получила «История пророков и королей» (рус. Тарих ар-Русуль валь-Мулюк, араб. تاريخ الرسل والملوك‎) Ибн Джарира ат-Табари, из современных книг о Большой книге разрядов можно отметить «Das Classebuch des Ibn Sa‛d: einleitende Untersuchungen über Authentie und  Inhalt nach den Handschriftlichen überresten» Отто Лота, введение в третий том книги авторства Карла Эдуарда Захау, «Biographien Muhammeds», а также «Ибн С’ад и его табакат» (араб. ابن سعد وطبقاته‎, рус. Ибн С’ад ва Табакатуху).